# Умереност
Умереност је врлина изражена у самоограничењу за постизање моралног циља. То је једна од четири главне врлине.

## У будизму
Уздржавање је у будизму саставни део Осмоструког пута. Треће и пето од пет правила (панца-сила) одражавају вредност умерености: „неприлично понашање у вези са чулним задовољствима“ и пијанство треба избегавати.

## У хиндуизму
Концепт дама (санскрит: दम) у хиндуизму је еквивалентан апстиненцији. Понекад се пише као дамах (санскрит: दमः). Реч дама и њене изведенице на санскриту означавају концепте самоконтроле и самообуздавања. Брихадарањака упанишаде, у стиху 5.2.3, наводе да су три карактеристике добре, еволуиране особе самоограничење (дама), милост и љубав према свим живим бићима (даиа) и доброчинство (даана). У литератури о хиндуистичкој јоги, самоограничење је објашњено у концепту јаме (санскрит: यम). Према сатсампаду, самоограничење (дама) је једна од шест кардиналних врлина.
Пет врста самоограничавања сматра се важним за морални и етички живот у хиндуистичкој филозофији: треба се уздржати од сваког насиља које наноси штету другима, од покретања или ширења обмана и лажи, од крађе туђе имовине, од сексуалног насиља, од обмане. свог партнера, и од шкртости. Сфера самоограничавања обухвата сопствене поступке, изговорене или написане речи, као и оне које се манифестују на нивоу мисли. Потреба за самообуздавањем се објашњава као превенција лоше карме, која ће пре или касније донети одмазду. Потребу за самообуздавањем теологија објашњава и разорним дејством нечијих поступака на друге, будући да када другоме нанесемо бол, наносимо бол себи, јер је сав живот један.

## У антици
У антици умереност се сматрала једном од четири главне врлине (заједно са мудрошћу, храброшћу, правдом) и дефинисана је као способност ума да одбије она задовољства која ометају постизање доброг циља.
Платон је веровао да се умереност састоји у примени „исправног“ концепта добра и зла на контролу нечијег понашања. Умереност државе према Платону на сличан начин подређује „безначајне жеље већине“ „разумним жељама мањине“.
Аристотел је посматрао умереност као оптималну средину између два порока: неосетљивости и разузданости. Према Аристотелу, умерена особа не тежи срамним задовољствима, не препушта се задовољствима у погрешно време и не пати од недостатка задовољстава.

## У хришћанству
У хришћанском тумачењу, умереност чини човека независним од онога на шта нема контролу и тиме чува душевни мир и чистоту срца, без којих је спасење немогуће. Умереност и храброст обезбеђују превласт духа над људском природом.
Попут античких филозофа, хришћани верују да умереност има вредност само када је усмерена ка етичким циљевима. Аскеза (као и храброст) је верски вредна ако се човек обуздава и одриче материјалних добара зарад виших циљева, морално је вредно ако човек жртвује своја телесна добра у корист ближњих или се човек штити од искушења као члан друштва, коме је дужан да служи и да му не буде на терет.

## Модерно доба
У модерно доба, филозофи су посматрали умереност као неопходан услов за срећу, која је постала схваћена као благостање. Спиноза није само проповедао умереност, већ је и сам био узор умерености у свакодневном животу. Рекао је да је „противно здравом разуму облачити безначајну и кварљиву ствар у скупу шкољку“, а сам се облачио што једноставније.
Према Канту, умереност је дужност човека према себи, како живом бићу, да сачува физичку и моралну природу човека.
Према УН, 2019. је проглашена Међународном годином модерације „како би се ојачао утицај умерених снага промовисањем дијалога, толеранције, међусобног разумевања и сарадње“.